# Nyabikenke (vattendrag i Burundi, Bubanza)
Nyabikenke är ett vattendrag i Burundi.   Det ligger i provinsen Bubanza, i den nordvästra delen av landet, 26 km nordost om huvudstaden Bujumbura.
I omgivningarna runt Nyabikenke växer i huvudsak städsegrön lövskog. Runt Nyabikenke är det tätbefolkat, med 308 invånare per kvadratkilometer.